# Huis Beegden
Het Huis Beegden was een kasteel in het Nederlandse dorp Beegden, provincie Limburg. Het kasteel is niet bewaard gebleven. Op de voormalige voorburcht staat een 18e-eeuwse hoeve die als gemeentelijk monument is geclassificeerd. Deze hoeve draagt ook de naam Huis Beegden.

## Geschiedenis
Het Huis Beegden was een leen van de heerlijkheid Horn en gaf toegang tot de ridderschap van Horn. Het was waarschijnlijk een lid van de adellijke familie Van Horn die het Huis Beegden in de 14e eeuw heeft gebouwd. De oudste belening die bekend is, dateert uit 1440 en betreft een verder onbekende Elisabeth. Het Huis Beegden was hierna verdeeld over meerdere eigenaren, waaronder Hendrik van Meerwijk. Hendrik kocht het aandeel van ene Willem Pluchsaec aan, maar de rest van het goed bleef in handen van Hendriks neef Gerard van IJttervoort. Hendrik trouwde in 1456 met Elisabeth van Bockhoven. Hij overleed nog in datzelfde jaar en liet het Huis Beegden aan Elisabeth na. Zij werd vervolgens met het huis beleend.

### Van Baer
Weduwe Elisabeth hertrouwde in 1459 met Diederik van Meurs, heer van Baer, die hierdoor eigenaar van het Huis Beegden werd. In 1475 kocht hij Van IJttervoort uit, die tot dat moment nog mede-eigenaar was geweest van het goed. Diederik overleed in 1478. Ondanks dat Elisabeth opnieuw hertrouwde, bleef het Huis Beegden in de familie Van Baer. Deze familie zou het Huis Beegden als het stamslot van hun tak van de familie gaan beschouwen.
In 1502 werd Frederik, zoon dan Diederik en Elisabeth, met Beegden beleend. Hij overleed vier jaar later, waarna zijn broer Vincent van Baer de belening ontving.
Het graafschap Horn kwam in 1568 in handen van de prins-bisschop van Luik, nadat Filips van Montmorency, de laatste heer Van Horne, in dat jaar was terechtgesteld door de hertog van Alva. Toen Filips broer Floris twee jaar later ook werd omgebracht, was er geen opvolger beschikbaar als graaf van Horne en daarmee viel het graafschap terug aan de leenheer, in dit geval de prins-bisschop. Hierdoor kwam ook het Huis Beegden onder de prins-bisschop te vallen.
In 1603 is het Huis Beegden hersteld door Frederik van Baer. Het is niet duidelijk of het huis was beschadigd door krijgsgeweld, of dat het om gewoon onderhoud ging.
De laatste eigenaar uit de familie Van Baer was Arnold. Toen hij in 1629 overleed liet hij twee dochters na, waarna deze familietak uitstierf. Dochter Anna Elisabeth trouwde met Johan Hendrik van Elmpt, maar het duurde tot 1641 voordat Johan met het Huis Beegden werd beleend.

### Heerlijkheid
In 1662 verkochten de nazaten van Johan Hendrik het kasteel aan Carel Croll, de drossaard van Horn. Croll wist in 1676 ook de heerlijke rechten van Beegden te verkrijgen toen de leenheer, prinsbisschop Maximiliaan Hendrik van Beieren, deze rechten aan hem verpandde. Hiermee werd Beegden in feite een heerlijkheid. Toen Croll in 1680 overleed, werd alles geërfd door zijn neef Henri Fostier, die een jaar later met het Huis Beegden werd beleend. Na zijn overlijden in 1703 werden de heerlijkheid en het huis door zijn weduwe bestuurd, totdat zoon Joannes het in 1724 overnam. Na diens overlijden in 1741 is het onduidelijk wie het Huis Beegden in bezit had. De heerlijkheid was in handen van Frederik von Lunickhausen, maar het is onbekend of hij ook het Huis bezat.
Gerard de Assueris graaf de Horion kocht de heerlijkheid en het Huis Beegden in 1757. Hij liet alles na aan zijn zoon Charles Francois Joseph.

### Hubert Joppen
In 1780 verkocht Charles Francois Joseph graaf van Horion wegens grote financiële problemen het oude kasteelterrein en de heerlijkheid aan de Maastrichtse burgemeester Hubert Joppen. In 1783 liet Joppen een nieuwe boerderij bouwen op de voormalige voorburcht.
In 1795 werden de feodale rechten door de Franse bezetters afgeschaft en daarmee was er een einde gekomen aan de heerlijkheid Beegden. Het inmiddels tot hoeve gereduceerde Huis Beegden veranderde tevens van eigenaar.

### Afbraak van het Huis Beegden
Het is niet duidelijk tot wanneer het hoofdgebouw van Huis Beegden heeft bestaan. In 1710 was er nog een melding over de aanwezigheid van een huis, maar daarna is er in de bronnen niets meer over te vinden. Met de instelling van de heerlijkheid in 1680 was het bezit van een adellijk huis ook minder belangrijk geworden: voortaan was het bezit van een heerlijkheid van grotere invloed om tot de standenvergadering te worden toegelaten. Het Huis Beegden is waarschijnlijk begin 18e eeuw afgebroken. De bijbehorende hoeve werd in 1783 door Joppen nieuw opgebouwd.
De slotgracht werd in de 20e eeuw grotendeels gedempt. Bij het volstorten van de gracht is gebruik gemaakt van de aarden ringwal die oorspronkelijk rondom de gracht had gelegen.

### Woningbouw
In de 21e eeuw is het gebied bebouwd geraakt met woningen als onderdeel van de wijk Krijtenberg. Aan de westzijde van het oude Huis Beegden verrees een appartementencomplex. De vervallen geraakte boerderij werd deels afgebroken en vervangen door nieuwbouw, en is anno 2023 onderdeel van een complex van zorgwoningen.
Voorafgaand aan de bouwwerkzaamheden vond er in 2007 archeologisch onderzoek naar het kasteel plaats.

## Beschrijving
Het kasteel bestond uit een voorburcht en ten westen daarvan een hoofdburcht. Rondom het smalle, langwerpige terrein lagen een slotgracht en een aarden omwalling. Het is onbekend hoe het oorspronkelijke huis er daadwerkelijk heeft uitgezien. De enige afbeelding van het Huis Beegden is terug te vinden op een kaart van Jacob van Deventer uit 1550. Deze schetsmatige tekening laat een toren met een aanbouw zien.
Aangetroffen paalfunderingen aan de west- en zuidzijde van de hoeve wijzen op voormalige toegangsbruggen over de grachten. Deze grachten zijn inmiddels verdwenen en de opgehoogde hoofdburcht is afgegraven.

### Archeologisch onderzoek
Tijdens het archeologisch onderzoek van 2007 is een keermuur van mergelsteen aangetroffen. Deze zou verband houden met de kunstmatige ophoging van de hoofdburcht. De keermuur vertoonde ook een uitspringend stuk muurwerk dat mogelijk wijst op een poortgebouw.
Er zijn geen funderingen aangetroffen van het kasteel; wellicht was er slechts sprake van een geringe fundering als het kasteel niet meer was dan een woontoren of zaalbouw in vakwerk of hout.
Het gevonden aardewerk is voor een groot deel afkomstig uit de 12e tot en met 14e eeuw, dus van vóór de bouw van het kasteel. Dit zou wijzen op oudere bewoning op deze locatie.

### Hoeve
De oudste delen van de hoeve op de voorburcht zijn de schuur en de zuidvleugel die dateren uit 1783. De eikenhouten balken in de kap van het woongedeelte zijn hergebruikt en komen waarschijnlijk van oudere gebouwen op de voorburcht. De kelder onder de zuidelijke vleugel is mogelijk ook van een voorganger afkomstig. 
Aerwinkel · Kasteel Afferden · Aldt Huys · Aldenborgh · Kasteel Aldenghoor · Aldenhoven · Alte Burg · Kasteel Amstenrade · Slot Annendael · Kasteel Arcen · Baersdonck · Bakvliet · Baronsberg · Baxhof · Beegden ·  Benzenrade · Kasteel De Berckt · Kasteel Bethlehem · Beusdaelshof · Binsfeld · Huis Blankenberg · Kasteel Bleijenbeek · Blitterswijck · Boerlo · Bolberg · Bollenberg · Kasteel De Bongard · Borggraaf · Kasteel d'Erp · Kasteel Borggraaf · Kasteel Borgharen · Kasteel Born · Huis Bree · Breust · Kasteel Broekhuizen · Broekhuizen · Gracht Burggraaf · Kasteel De Burght · Kasteel Cartils · Cloppenburg (Oost-Maarland) · Kasteel Cortenbach · Huis De Dael · Dammerscheid · Kasteel De Bockenhof · De Donck (Sevenum) · De Donck (Swolgen) · De Dorth ·  Huis ten Dijcken · Kasteel Doenrade · De Doom · Douve · Douvenrade · De Dries · Kasteel Erenstein · Kasteel Eijsden · Eijsden · Einrade · Kasteel Elsloo · Ensenbroek · Eperhuis · Etzenraderhuuske · Exaten · Kasteel Eijckholt · Kasteel Eyckholt · Eys · Gastendonck · Kasteel Genbroek · Gebroken Slot · Kasteel Geijsteren · Kasteel Op Genhoes · Kasteel Genhoes · Genneperhuis · Kasteel Het Geudje · Kasteel Geulle · Kasteel Geusselt · Geijsteren · Gen Heck · Ghoor · Kasteel Goedenraad · Kasteel Grasbroek · Kasteel Groenendaal · Groethof · Groot Paarlo · Kasteel van Gronsveld · De Gun ·Kasteel Haeren · Kasteel Den Halder · Heerlaer · Heeze · Heijen · 's-Herenanstel · Kasteel Hillenraad · Kasteel Hoensbroek · Hoenshuis · Holstrate · Holtmühle · Huize Holtum · Kasteel Horn · De Horst · Huys ter Horst · Ten Hove (Grathem) · Ten Hove (Panningen) · Huis Brias · Huis Darth ·  Kasteel Hurpesch · Kasteel Sint-Jansgeleen · Kasteel Jerusalem · Kasteel Kaldenbroek · Den Kamp · Kasteel Karsveld · Kasteel Keverberg · Klein Paarlo · Klimmender Huuske · De Kolck · Koppelberg · Laar · Landsfort · Kasteel Lemiers · Kasteelruïne Lichtenberg · Kasteel Limbricht · Lonesteyn · Huize Lovendael · Mazenburg · Kasteel van Meerlo · Kasteel Meerssenhoven · Meezenbroek · Kasteel van Mheer · Middelaar · Kasteel Millen · Kasteel Montfort · Movert · Mulrode · De Munt · Château Neercanne · Kasteel Neubourg · Nienghoor · Huis Nierhoven · Kasteel Nieuwenbroeck · Nije Huys · Kasteel Nijenborgh · Kasteel Nijswiller · Nijthuysen · Kasteel Obbicht · Oedenrade · Kasteel Ooijen · Kasteel Oost (Valkenburg) · Kasteel Oost (Oost-Maarland) · Kasteel Ouborg · Overen · Kasteel Passarts-Nieuwenhagen · Prickenis · Prinsenhof · Puth · De Putting · Raath · De Raay · Ravenhof · Kasteel Reijmersbeek · Kasteel van Rijckholt · Kasteel Rivieren · Rodenbroek · Rosendaal · Kasteel Schaesberg · Kasteel Schaloen · Te Scharen · Schenkenburg · Kasteel Scheres · De Spijker (Geijsteren) · De Spijker (Leeuwen) · Huis Severen · Sibberhuuske · Château St. Gerlach · Spraland · Huis De Spyker · Huize Stalberg · Stalberg (Wellerlooi) · De Steeg · Kasteel Stein · Steinhagen · Steenen Huis · Stoel van Swentibold · Strijthagen (Landgraaf) · Strijthagen (Welten) · Struyver · Kasteel Terborgh · Terlinden (Wijnandsrade) · Terveurdt · Ter Weyer · Kasteel Ter Worm · De Tombe · Huis De Torentjes · Triest · Trippaert · Kasteel Vaalsbroek · Kasteel Vaeshartelt · Valkenburg · Vliek · De Vroenhof · Vrijburg · Kasteel Wambach · Warenberg · Well · Weyershof ·  Wijlre · Kasteel Wijnandsrade · Wijnandsrade · Wijnantshof · Wissegracht · Huize Witham · Kasteel Wittem · Wolfrath · Wylre